# A Case of Identity
A Case of Identity(Um Caso de Identidade) é um conto policial de Sir Arthur Conan Doyle protagonizado por Sherlock Holmes e Dr. Watson, publicado pela primeira vez na Strand Magazine em Setembro de 1891, com 7 ilustrações de Sidney Paget.

## Sinopse
Mary Sutherland é uma jovem que procura Sherlock Holmes para falar-lhe sobre uma paixão misteriosa. A dactilógrafa Mary Sutherland conheceu Hosmer Angel, por quem se apaixonou imediatamente. O amor só tinha um obstáculo: Windibank. padrasto de Mary, que era contra seu namoro. Porém o homem desapareceu, e Mary teme que algo de mal tenha lhe acontecido, por isso procura o mais famoso detetive do mundo para solucionar o caso. Holmes faz isso sem precisar sequer sair de seu apartamento na Baker Street.
Quando o caso é resolvido descobre-se que o suposto amado Hosmer Angel era o padrasto de Mary Sutherland disfarçado, toda esta farça foi organizada com só a intenção de traumatizar a Mary para que nunca casasse, desta forma, não põe em risco a herança da família.

### Ilustrações
Teve 7 ilustrações de Sidney Paget:

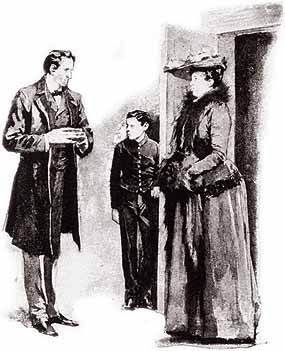
Mary Sutherland chega ao 221B Baker Street
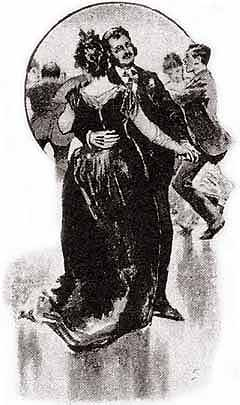
Mary e Hosmer vão a baile contra a vontade de Windibank
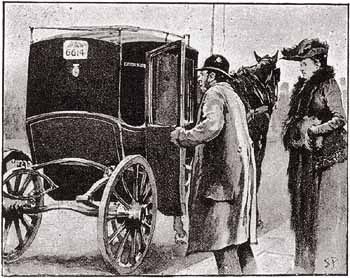
Hosmer sai de carro com Mary
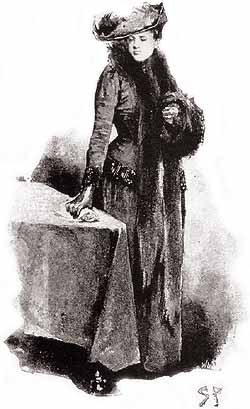
Srta. Mary Sutherland
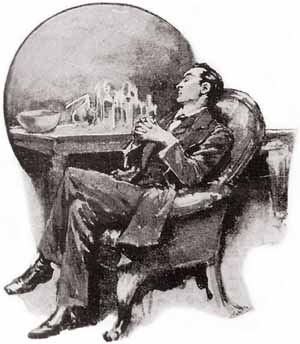
Sherlock Holmes procura a solução do caso
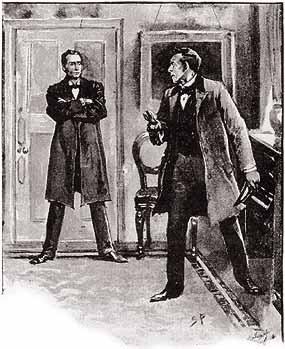
Sherlock Holmes e Windibank
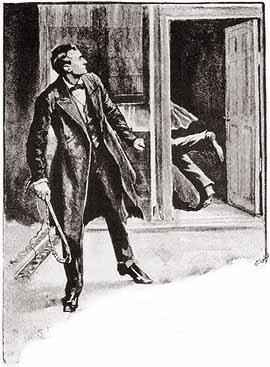
Mr. Windibank